# Milan (voornaam)

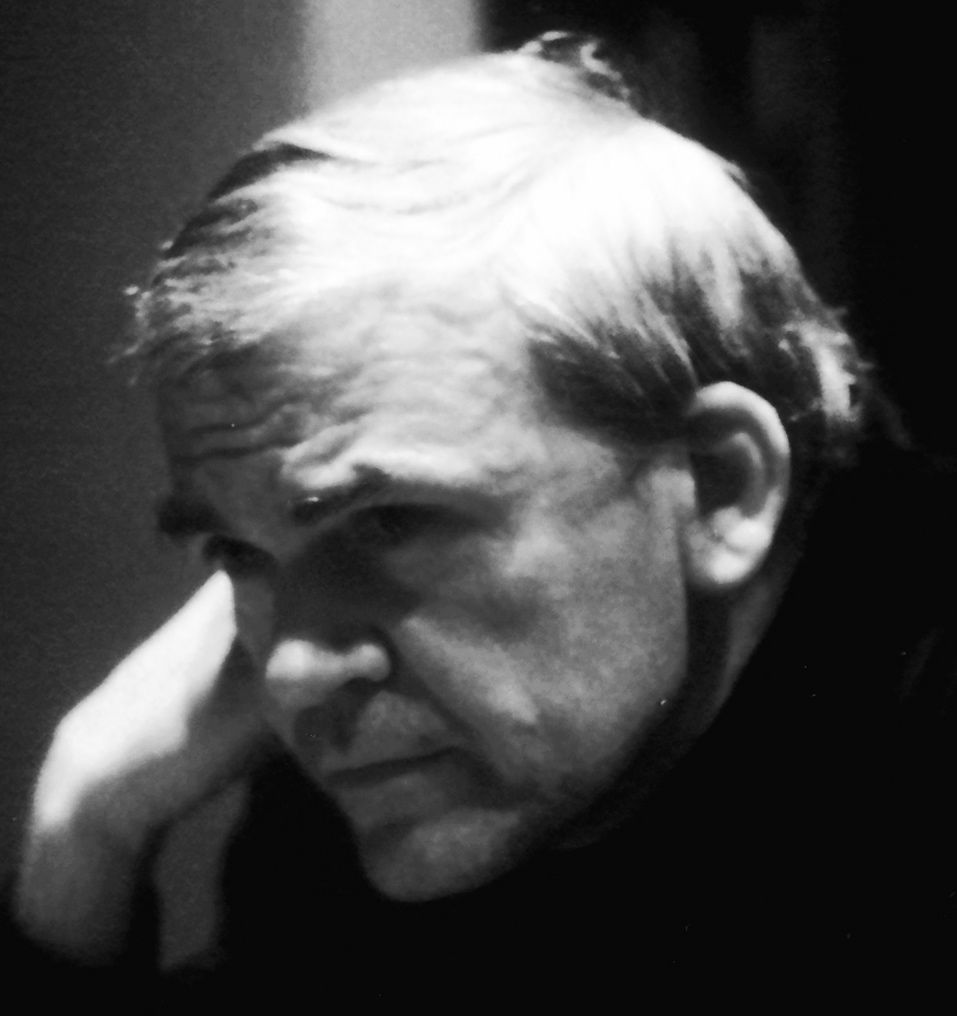
Milan Kundera

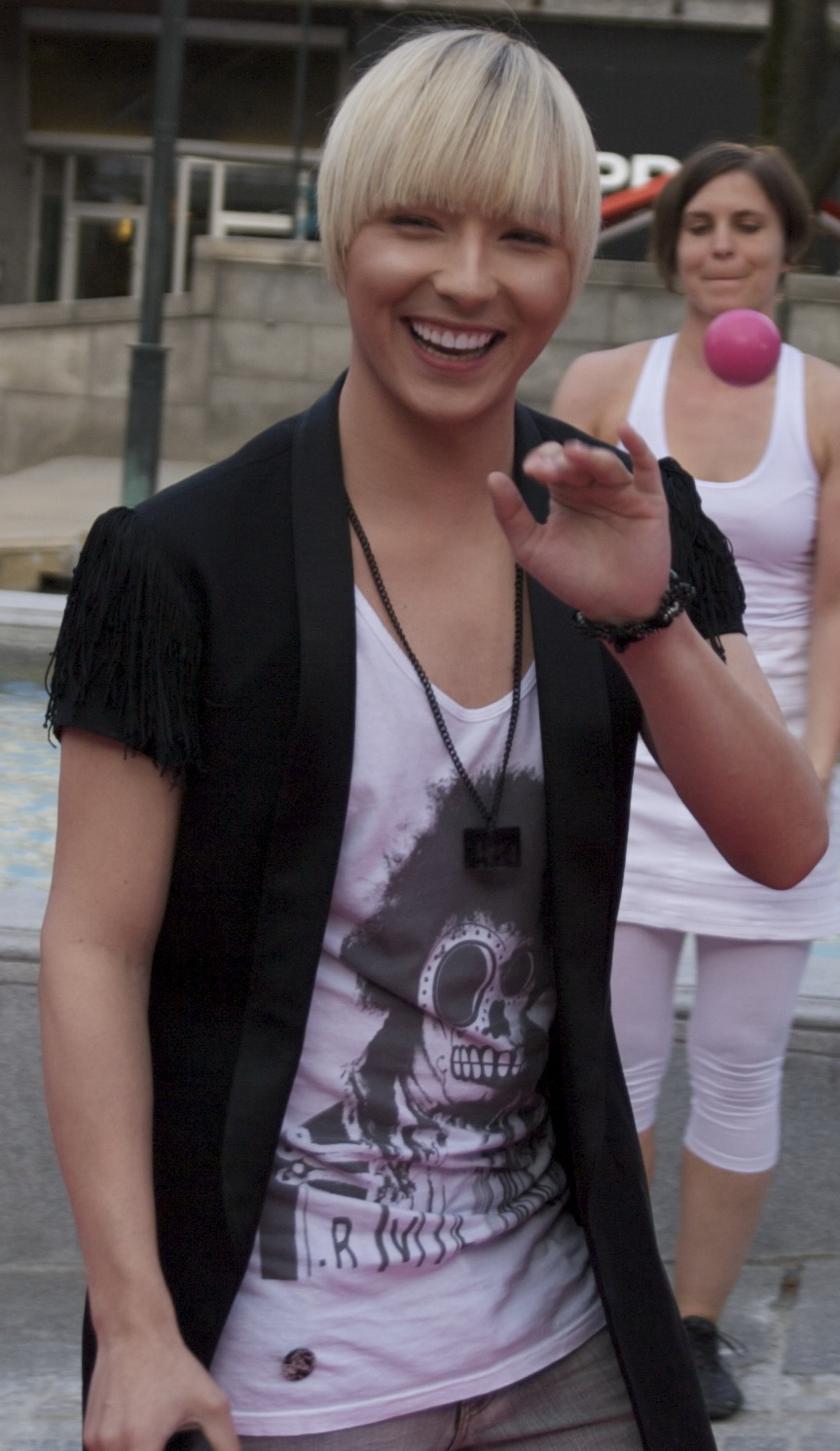
Milan Stanković

Milan (Милан) is een Slavische jongensnaam. De naam is een verkorting van de naam Miloslaw (milu = "lief", -slav(a) = "roem"). De naam is van Joegoslavische afkomst en komt veel voor in voormalig Joegoslavië en voormalig Tsjecho-Slowakije. De naam lijkt ook in Nederland en België steeds populairder te worden.

## Koninklijke hoogheden en adel

### Vorsten van Servië
- Milan III Obrenović (1819-1839)
- Milan IV Obrenović (1854-1901)

## Bekende naamdragers
- Milan Babić, Kroatisch-Servisch politicus
- Milan Badelj, Kroatisch voetballer
- Milan Baroš, Tsjechisch voetballer
- Milan Biševac, Servisch voetballer
- Milan Dudić, Servisch voetballer
- Milán Füst, Hongaars schrijver, dichter en toneelschrijver
- Milan Galić, Joegoslavisch-Servisch voetballer
- Milan Hoek, Nederlands voetballer
- Milan Janković, Joegoslavisch-Servisch voetballer
- Milan Jovanović, Servisch voetballer
- Milan Kopic, Tsjechisch voetballer
- Milan Kučan, Sloveens politicus en eerste president van Slovenië
- Milan Kundera, Tsjechisch schrijver
- Milan Lešnjak, Servisch voetballer
- Milan Nedić, Servisch militair, politicus en collaborateur
- Milan Nikolić (1929), Joegoslavisch voetballer en voetbalcoach
- Milan Orlowski, Tsjechisch tafeltennisser
- Milan Rastislav Štefánik, Tsjecho-Slowaaks militair en politicus
- Milan Rúfus, Slowaaks dichter, essayist, kinderboekenschrijver en academicus
- Milan Ružić, Joegoslavisch-Kroatisch voetballer
- Milan Savić, Servisch voetballer
- Milan Stanković, Servisch zanger

## Fictieve figuren
- Milan Alberts, personage uit de Nederlandse soapserie Goede tijden, slechte tijden

- Milan
- Milan (Georgia)
- Milan (Illinois)
- Milan (Indiana)
- Milan (Kansas)
- Milan (Michigan)
- Milan (Minnesota)
- Milan (Missouri)
- Milan (New Mexico)
- Milan (Ohio)
- Milan (Tennessee)
- Milan (voornaam)
- Milan Alberts
- Milan Babic
- Milan Babić
- Milan Badelj
- Milan Barenyi
- Milan Baros
- Milan Baroš
- Milan Barényi
- Milan Berck Beelenkamp
- Milan Bisevac
- Milan Biševac
- Milan Borjan
- Milan Brons
- Milan Cerny
- Milan Chvala
- Milan Chvála
- Milan Cools
- Milan Corryn
- Milan De Clercq
- Milan De Mey
- Milan Dudic
- Milan Dudić
- Milan Dvorscik
- Milan Dvorščík
- Milan Entertainment
- Milan Fretin
- Milan Fust
- Milan Gajic
- Milan Gajić
- Milan Gajić (1986)
- Milan Gajić (1996)
- Milan Galic
- Milan Galić
- Milan Gavrilovic
- Milan Govaers
- Milan Hilderink
- Milan Hodza
- Milan Hodža
- Milan Hoek
- Milan Hofmans
- Milan Hokke
- Milan Horvat
- Milan Hulsing
- Milan III Obrenovic
- Milan III Obrenović
- Milan III van Servie
- Milan III van Servië
- Milan II van Servie
- Milan II van Servië
- Milan IV Obrenovic
- Milan IV Obrenović
- Milan I Obrenovic
- Milan I Obrenović
- Milan I van Servie
- Milan I van Servië
- Milan Jankovic
- Milan Janković
- Milan Journal of Mathematics
- Milan Jovanovic
- Milan Jovanović
- Milan Jovanović (Montenegro)
- Milan Jovanović (Servië)
- Milan Kadlec
- Milan Kalina
- Milan Kasanin
- Milan Kašanin
- Milan Knol
- Milan Kopic
- Milan Koprivarov
- Milan Kucan
- Milan Kunc
- Milan Kundera
- Milan Kučan
- Milan Kymlicka
- Milan Kymlička
- Milan Lalkovic
- Milan Lalkovič
- Milan Lanhove
- Milan Lazarevic
- Milan Lazarević
- Milan Lefevre
- Milan Lesnjak
- Milan Lešnjak
- Milan Martic
- Milan Martić
- Milan Massop
- Milan Menten
- Milan Milovanović
- Milan Mitrović
- Milan Nedic
- Milan Nedić
- Milan Nikolic
- Milan Nikolic (1929)
- Milan Nikolić
- Milan Nikolić (1929)
- Milan Nikolić (1983)
- Milan Nikolić (muzikant)
- Milan Obrenovic
- Milan Obrenovic III
- Milan Obrenovic IV
- Milan Obrenović
- Milan Obrenović IV
- Milan Ohnisko
- Milan Opocensky
- Milan Opočenský
- Milan Orlovski
- Milan Orlowski
- Milan Osterc
- Milan Pancevski
- Milan Pantsjevski
- Milan Petrzela
- Milan Petržela
- Milan Popovic
- Milan Popović
- Milan Prso
- Milan Pršo
- Milan Purovic
- Milan Purović
- Milan Rapaic
- Milan Rapaić
- Milan Rastislav Stefanik
- Milan Rastislav Štefánik
- Milan Records
- Milan Robberechts
- Milan Rodić
- Milan Rufus
- Milan Ruzic
- Milan Ružić
- Milan Rúfus
- Milan Sablik
- Milan Samardzic
- Milan San Remo
- Milan Savic
- Milan Savić
- Milan Skriniar
- Milan Smiljanic
- Milan Smiljanić
- Milan Smit
- Milan Smits
- Milan Stankovic
- Milan Stanković
- Milan Stepanov
- Milan Stock Exchange
- Milan Sáblik
- Milan Sáblík
- Milan Timko
- Milan Trenc
- Milan Tučić
- Milan Vader
- Milan Vanacker
- Milan Verhagen
- Milan Vidmar
- Milan Vissie
- Milan Vukcevich
- Milan Vuksevich
- Milan Zonneveld
- Milan de Haan
- Milan de Koe
- Milan knol
- Milan van Baal
- Milan van Ewijk
- Milan van Waardenburg
- Milan van Weelden
- Milan Černý
- Milan Škoda
- Milan Škriniar
- Miland
- Milandhoo
- Milandhoo (Shaviyani-atol)
- Milanella familiaris
- Milanello
- Milanenkapel
- Milaneza-MSS
- Milaneza-Maia
- Milaneza - MSS
- Milaneza - Maia
- Milaneza Maia
- Milaneza Maia (wielerploeg)
- Milanezi
- Milangasri
- Milani
- Milanion
- Milanion alaricus
- Milanion cramba
- Milanion hemes
- Milanion hemestinus
- Milanion leucaspis
- Milanion marciana
- Milanion pilumnus
- Milankovic-parameter
- Milankovic-parameters
- Milankovitch
- Milankovitch-parameter
- Milankovitch-parameters
- Milankovitch cycli
- Milankovitch parameter
- Milanković-parameter
- Milanković-parameters
- Milanlug
- Milano
- Milano-Ancona Pullman Express
- Milano-Busseto
- Milano-Montecatini Express
- Milano-Nizza Express
- Milano-San Remo
- Milano-Sanremo
- Milano-Torino
- Milano-Venezia Express
- Milano-sanremo
- Milano (Texas)
- Milano (film)
- Milano (stad)
- Milano - Busseto
- Milano 3
- Milano Centrale
- Milano Koenders
- Milano Kumanovo
- Milano Marittima
- Milano Open
- Milano San Felice
- Milanoa
- Milanogletsjer
- Milanovac
- Milanovac (Crnac)
- Milanovac (Velika)
- Milanovac (Virovitica)
- Milanovo
- Milanow
- Milanowek
- Milanów
- Milanów (Lublin)
- Milanów (gemeente)
- Milanówek